# Gawa
Gawa (ou Gaoua, Ngaoua) est une localité du Cameroun située dans l'arrondissement de Ndoukoula, le département du Diamaré et la région de l’Extrême-Nord. Elle fait partie du canton de Zongoya.

## Population
En 1975, Gawa Guiziga comptait 99 habitants.
Lors du recensement de 2005, on a dénombré 38 personnes à Gawa Foulbé et 156 à Gawa Guiziga.